# Абукава-Тиба, Гинко
Гинко Абукава-Тиба (яп. 千葉吟子 Тиба Гинко, 25 февраля 1938, Акита, Япония) — японская гимнастка, бронзовый призёр летних Олимпийских игр 1964 года в командном многоборье.

## Спортивная биография
В 1960 году Гинко Абукава-Тиба впервые приняла участие в летних Олимпийских играх. На соревнованиях в Риме японская гимнастка выступила во всех дисциплинах программы, но ни в одном из упражнений не смогла пробиться в финал. Лучшим результатом на отдельных снарядах для Гинко стало 22-е место в опорном прыжке. В индивидуальном многоборье Абукава-Тиба заняла только 43-е место. В командном многоборье японская сборная до последнего снаряда претендовала на медали игр, но заняла в итоге только 4-е место.
На домашних летних Олимпийских играх 1964 года, проходивших в Токио Абукава-Тиба стала обладательницей бронзовой награды в командном многоборье. На индивидуальных снарядах наиболее успешно японская гимнастка выступила в опорном прыжке, заняв в квалификационном раунде 10-е место. В абсолютном первенстве Гинко сделала существенный шаг вперёд по сравнению с прошлыми играми и заняла 24-е место.